# Les Misérables (film, 1948)
Pour les articles homonymes, voir Les Misérables (homonymie).
Pour plus de détails, voir Fiche technique et Distribution.
Les Misérables, également commercialisé sous le titre L'Évadé du bagne (I miserabili), est un film italien en deux parties réalisé par Riccardo Freda et sorti en 1948.
Il s'agit de la première adaptation italienne du roman homonyme que Victor Hugo a fait publier en 1862.

## Synopsis
- Première époque : Chasse à l'homme (Caccia all'uomo)

Jean Valjean tente de voler une miche de pain pour nourrir ses petits-enfants, mais il est immédiatement rattrapé par la police et condamné à 5 ans de prison, qui deviennent 18 ans en raison de ses nombreuses tentatives d'évasion. Ayant enfin purgé sa peine, il est libéré mais rejeté par tous. Seule la bonté de l'évêque de Digne, à qui il avait volé deux candélabres, le convainc de changer de vie. Il se construit ensuite une nouvelle identité en tant que M. Madeleine et devient un industriel prospère. Mais pendant toutes ces années, l'inspecteur Javert n'a jamais cessé de le rechercher.
Valjean doit donc s'enfuir mais il doit d'abord tenir la promesse qu'il a faite au chevet de Fantine, de s'occuper de sa fille Cosette s'il lui arrivait malheur. Fantine était une jeune femme jetée hors de l'usine à l'insu de Madeleine après que son statut de mère célibataire ait été découvert, et qui a depuis sombré dans la prostitution, la maladie et la mort. Sa fille Cosette avait été confiée provisoirement aux Thénardier qui, malgré l'argent qu'ils recevaient de Fantine pour l'entretenir, traitaient la petite fille comme une esclave. 
- Seconde époque : Tempête sur Paris (Tempesta su Parigi)

Quatorze ans ont passé mais tous les personnages se retrouvent à Paris : Valjean s'est construit une nouvelle identité sous le nom de Leblanc et protège Cosette en la tenant à l'écart du monde et dans l'ignorance de leur passé ; les Thénardier tiennent une auberge où loge Mario, un jeune révolutionnaire dont leur fille est secrètement amoureuse. Mario, qui fuit la police, se cache dans la maison des Leblanc où il a le coup de foudre en apercevant Cosette. Valjean est découvert par Thénardier qui a l'intention de se venger mais il se fait arrêter par Javert.
Pendant l'insurrection de 1832, le destin des différents personnages s'accomplit : Mario est blessé et emmené par Valjean chez son père. Javert se rend finalement compte de son erreur et laisse Valjean libre mais se suicide ensuite en se jetant dans la Seine. Mario, réconcilié avec son père, et Cosette peuvent couronner leur rêve d'amour et se marier. C'est alors que Thénardier réapparaît et meurt après avoir tiré sur Valjean qui trépasse également et ne peut donc plus partager le bonheur de sa fille adoptive.

## Fiche technique
- Titre français : Les Misérables ou L'Évadé du bagne[1]
- Titre original italien : I miserabili
- Scénario : Riccardo Freda, Mario Monicelli, Stefano Vanzina et Nino Novarese, d'après le roman Les Misérables de Victor Hugo
- Directeur de la photographie : Rodolfo Lombardi
- Musique : Alessandro Cicognini
- Décors : Guido del Re et Guido Fiorini
- Costumes : Dario Cecchi et Maria Baroni
- Montage : Otello Colangeli
- Producteur : Carlo Ponti
- Société de production : Lux Film
- Société de distribution : Lux Film
- Format : noir et blanc — 1,37:1 — son monophonique — 35 mm
- Genre : drame
- Durée : première époque : 92 min ; seconde époque : 96 min ; durée totale : 188 min
- Dates de sortie : 
  - Italie : 10 janvier 1948 (première époque) ; 21 janvier 1948 (seconde époque)
  - France : 13 juin 1952[1]

## Distribution
- Gino Cervi : Jean Valjean
- Valentina Cortese : Fantine / Cosette jeune femme
- Hans Hinrich (crédité Giovanni Hinrich) : Javert
- Luigi Pavese : Thénardier
- Jone Romano : La Thénardier
- Massimo Pianforini : Monseigneur Myriel
- Andreina Pagnani : Sœur Simplice
- Duccia Giraldi : Cosette enfant
- Gino Cavalieri : L'archiviste de la police
- Aldo Nicodemi : Marius
- Joop van Hulzen : Le baron Gillenormand
- Delia Orman : Éponine
- Ugo Sasso : Enjolras
- Marcello Mastroianni : Un révolutionnaire
- Gabriele Ferzetti (non crédité) : Tholomyès
- Rinaldo Smordoni (non crédité) : Gavroche
- Luisa Leonardi (non crédité) : La surveillante de la fabrique
- Nino Marchetti, Alba Settacioli (créditée Alba Setaccioli), Luigi Garrone (crédité Luigi A. Garrone), Dino Maronetto, Franco Balducci, Giuseppe Pierozzi...

## Production

### Genèse et développements
Grâce au succès du film précédent de Riccardo Freda, L'Aigle noir, qui fut le deuxième film le plus rentable en Italie au box-office Italie 1946, Freda a pu adapter l'un de ses romans préférés, Les Misérables de Victor Hugo. Le film a commencé grâce à Riccardo Gualino, le responsable de la société de production italienne Lux Film. Le critique Roberto Curti a décrit Lux Film comme étant « la plus grande et la plus ambitieuse société de production italienne » à partir de 1947, et qu'elle avait une « politique fortement ciblée qui rappelait celles adaptées par les majors d'Hollywood ». Freda décrit positivement ses rapports avec Gualino, affirmant que leur relation allait au-delà d'un accord commercial, précisant qu'ils « ne parlaient jamais de films, mais plutôt d'art et de littérature. C'était une personne très cultivée ». Il a également déclaré : « Avec Gualino, j'avais l'habitude de signer un accord en cinq minutes. C'est-à-dire qu'il me demandait simplement "Freda, quel film veux-tu faire ?" et c'était tout ». Freda a eu l'idée d'adapter le roman lors d'un trajet en taxi avec ses collègues réalisateurs Mario Soldati, Renato Castellani et Guido Gatti (it). Les quatre compères réfléchissent ensemble quelles histoires feraient les meilleures adaptations au cinéma, Freda suggérant Les Misérables, ce dont les autres s'étonnent, estimant qu'il serait impossible d'en faire un film. Le journal Corriere d'informazione a commenté avec dépit la décision de Freda d'adapter le roman, affirmant qu'il y avait un manque d'aventure chez les cinéastes et les producteurs qui adaptaient trop souvent des pièces de théâtre et des ouvrages littéraires, Arturo Lanocita déclarant : « Le fond a été atteint avec le réalisateur Riccardo Freda, qui après y avoir longuement réfléchi, a décidé de tourner la 39e version des Misérables, un roman dont vous avez peut-être entendu parler ».

### Scénario
Pour la deuxième fois consécutive, Freda travaille sur le scénario du film avec Steno et Mario Monicelli, et pour la première fois avec Vittorio Nino Novarese. Ce dernier était un directeur artistique qui venait de commencer son travail de scénariste. Le scénario du trio apporte des changements spécifiques à l'histoire : Marius devient le fils du préfet de police et à la fin Jean Valjean se fait tuer par Thénardier. Freda a commenté qu'il voulait que Valjean « soit un héros, et non un personnage affligé par son passé. [...] Je voulais un redresseur de torts, comme L'Aigle noir ou plus tard Casanova ou Maciste ». Freda se souvient que « l'adaptation d'un roman que j'admirais tant a soulevé des problèmes insensés, d'autant plus que le film a été réalisé en Italie », précisant que parmi ses films, il a « mis le plus de [lui]-même [dans Les Misérables] » . Le film a été entièrement tourné au Centro sperimentale di cinematografia à Rome, et a nécessité la reconstitution du Paris du début du XVIIIe siècle entièrement dans ce studio.

### Attribution des rôles
Parmi les acteurs, Gino Cervi joue Jean Valjean, ce qui fait la troisième fois qu'il travaille avec Freda. Freda a déclaré que Cervi porterait « une robe bourgeoise avec des boutons dorés. Je lui ai expliqué qu'il devait avoir l'air misérable, puisqu'il devait voler du pain pour nourrir son neveu. Mais il ne comprenait pas. Il ne pensait qu'au public féminin : s'il était apparu en haillons, sa carrière aurait été terminée ». Freda résout le problème en jetant du talc sur la robe de Cervi pendant les prises pour lui donner un aspect vieux et fripé,. Valentina Cortese s'est exprimée sur son rôle dans le film en déclarant que « Freda était un cinéaste capricieux : un jour que nous tournions une scène représentant les soulèvements révolutionnaires et alors qu'il y avait de la sauce tomate partout, des tirs, des figurants courant dans tous les sens, Freda m'a poussée de manière à me faire entrer dans le cadre sous un cheval rétif. Mon Dieu, quelle frayeur ! ». Parmi les acteurs, on retrouve également Marcello Mastroianni pour ses débuts au cinéma dans le rôle d'un des amis révolutionnaires de Marius.

## Exploitation
Le film de Freda a une durée de plus de trois heures. Il a été soumis à la commission de censure en décembre 1947 sous la forme de deux films distincts, qui sont sortis en Italie en l'espace d'une semaine. Le premier, intitulé Caccia all'uomo (litt. « Chasse à l'homme »), est sorti le 21 janvier 1948, et le second, Tempesta su Parigi (litt. « Tempête sur Paris »), le 28 janvier. Le film a fait 6,8 millions d'entrées, ce qui en fait le film italien le plus visionné du box-office Italie 1947.
Le film est exploité en France le 13 juin 1952 sous le titre L'Évadé du bagne et raccourci à 110 minutes par les distributeurs sans que Freda n'ait été consulté.